# Бандера Осип Михайлович
Бандера Осип Михайлович (2 січня 1896, Стрий, Львівщина — 7 листопада 1981, Гартфорд, штат Конектикут, США) — державно-політичний діяч, дядько Степана Бандери.

## Життєпис
Народився 1896 року у місті Стрий на Львівщині. Батько — Михайло, мати — Євфрозина.
Навчався у Стрийській класичній гімназії, член Пласту з 1912 року.
1914 вступив до лав Українських січових стрільців (УСС), у перший полк, у ранзі підхорунжого. Брав участь у боях біля сіл Попелі, Сілець(1914), над річками Гнила Липа та Золота Липа(1915), на горі Лисоня(1916). 30 вересня 1916 року потрапляє у полон. Етапом відправлений у Симбірськ.
У квітні 1917 повертається до УНР. Улітку 1918 підвищений до хорунжого та відправлений із кошем УСС на Херсонщину. Під час українсько-польської війни 1918—1919 рр. був у четвертій Золочівській бригаді УГА, був поранений у боях. Брав участь у боях УГА у Східній Україні.
У 1925 закінчив Віденський університет, за фахом інженер.
1926 одружився з Марією Антонович.
Працював у Стрию торговельним референтом у повітовому союзі кооперативів. У 1932 відкрив галентарійну крамницю.
У червні 1942 арештований Гестапо.
Улітку 1944 родина емігрувала до Німеччини, а згодом — у США.
Спершу працював сторожем у школі, згодом в Українському кооперативному банку.
Активний член товариства «Стрийщина» та Братства січових стрільців.